# Heteroleptomydas conopsoides
Heteroleptomydas conopsoides är en tvåvingeart som beskrevs av Joseph Charles Bequaert 1963. Heteroleptomydas conopsoides ingår i släktet Heteroleptomydas och familjen Mydidae. Inga underarter finns listade i Catalogue of Life.